# Maragadi, Sakleshpur
Maragadi là một làng thuộc tehsil Sakleshpur, huyện Hassan, bang Karnataka, Ấn Độ.